# حرکات گورجیف
حرکات گورجیف (به انگلیسی: Gurdjieff movements) نامی است که به مجموعه‌ای از رقصهای مقدس داده شده که از سوی جورج ایوانویچ گورجیف گردآوری و ساخته شده‌است و به عنوان بخشی از کار مشاهده و مطالعهٔ خود او آنها را به شاگردانش یاد می‌داد. برخی از پیروان جورج ایوانویچ گورجیف ادعا می‌کنند که حرکات گورجیف را تنها کسانی می‌توانند انتقال دهند که خود از سوی شاگردان مستقیم گورجیف رازآموخته شده‌اند، در غیر این صورت به گفتهٔ آنها به جایی نمی‌رسد.
حرکات بر پایهٔ رقصهای سنتی استوار شده‌اند که گورجیف هنگام سفر در آسیای مرکزی، هندوستان، تبت، خاور نزدیک و آفریقا مطالعه کرد و در آنجاها بود که با فرقه‌های گوناگون هندواروپایی، فرقه‌های صوفیان، مراکز بودایی و دیگر مایه‌های فرهنگ و فراگیری سنتی برخورد داشت. (۱) با این حال، گورجیف اصرار داشت که مایهٔ اصلی و همین‌طور نمادد یگانهٔ انیگرام به او در مقام رازآموخته در معبد سرمونگ انتقال داده شده‌است. در اصل هزاران حرکت از سوی گورجیف گردآوری و آموزش داده شده‌است. موسیقی این حرکات را جورج ایوانویچ گورجیف و توماس دوهارتمن و آهنگساز بریتانیایی ادوارد مایکل ساخته‌اند.
نمونه‌ای از سلسله حرکات آخر (سلسلهٔ ۳۹) عبارت است از:
۱. خودکار (اوتومات)
۲. دعا در سه بخش
۳. چهار تابلو
۴. دعا برای رهنمود
۵. درویش اشاره‌کننده
۶. حرکت در قانون شرع
۷. رازورمزگرا
۸. سه‌تاییها در پاریس. پیچیدگی و سادگی
۹. البوگمک، تکثیر دوتایی
۱۰. (رقصی سبک با شمارش در قانون
۱۱. پروردگارا ما را ببخشای
۱۲. هاللویا (ستایش بر خداوند باد)
۱۳. حرکت دعا
۱۴. خواندن از روی یک کتاب مقدس
۱۵. روزهای هفتهٔ (تبتی)
۱۶. ـ ـ ۱۷. تکثیر انیگرام
۱۸. ـ ـ ۱۹. تمرین ایست. «ترسیده»
۲۰. شش جابه‌جایی. تمرین درویش
۲۱. پشیمانی وژدان
۲۲. از سلسلهٔ مزوتریک
۲۳. ــ ۲۴. چدزه ودزه (پروردگارا، ببخشای!)
۲۵. جادوی سیاه و سفید
۲۶. تکثیر
۲۷. یک قانون شرع
۲۸. ـ ـ ۲۹. ـ ـ ۳۰. قانون شرع شش سنجش. رقصی «کیهانی»
۳۱. پانزده ریتم. بلند شدن و نشستن
۳۲. مردم‌آهنی
۳۳. تمرین ابتدایی تور امریکا
۳۴. تکثیر ممتد
۳۵. ـ ـ ۳۶. حرکت درویش، مردمان پراکنده می‌شوند
۳۷. ـ ـ ۳۸. یک قانون شرع
۳۹. اندیشیدن، احساس کردن، حس کردن
«حرکات» پرآوازه که اغلب با قطعات موسیقی که گورجیف آهنگسازی کرده پیش برده می‌شوند، رقصهایی هستند که بر اساس آنهایی استوار است که گورجیف در برای نمونه معبد سرمونگ و در دیگر معابد سنتی باستانی مشاهده و در آنها شرکت کرده بود. گورجیف یاد می‌داد که حرکات ورزش و نرمش، تمرینهایی برای کانونمند شدن (تمرکز) و نمایشهای هماهنگ تنانه و حس‌پذیری زیبایی‌شناسانه نیستند، به عکس در حرکات دانش واقعی و منسجمی گنجانیده شده که از نسل به نسل رازآموختگان انتقال داده می‌شد ـ هر وضعیت بدنی و حرکت اشاره‌ای نمایانگر حقیقتی کیهانی بوده که مشاهده‌گر آگاه می‌توانسته مانند کتاب آن را بخواند.
در آخر فیلم پیتر بروک در بارهٔ گورجیف به نام ملاقات با مردمان برجسته، (۱۹۷۸) می‌توان نگاه آنی کوتاهی به رقصها داشت. (۲)